# Руфија
Руфија (итал. Ruffia) је насеље у Италији у округу Кунео, региону Пијемонт.
Према процени из 2011. у насељу је живело 252 становника. Насеље се налази на надморској висини од 281 м.

## Становништво
Према резултатима пописа становништва 2011. у општини је живело 350 становника.
| 1931. | 1936. | 1951. | 1961. | 1971. | 1981. | 1991. | 2001. | 2011. |
| ----- | ----- | ----- | ----- | ----- | ----- | ----- | ----- | ----- |
| 621   | 597   | 570   | 400   | 335   | 299   | 278   | 311   | 350   |